# Dracul păcălit (film)
Dracul păcălit (titlul original: în cehă Hrátky s certem / Jocurile cu diavolul) este un film de comedie cehoslovac, realizat în 1957 de regizorul Josef Mach, după piesa Jocurile cu diavolul a scriitorului Jan Drda, protagoniști fiind actorii Josef Bek, Eva Klepáčová, Alena Vránová și Jaroslav Vojta.

## Rezumat
Soldatul lăsat la vatră Martin Kabát nu cunoaște frica. Nu este întimidat nici de tâlharul Sarka Farka și nu se teme nici de iadul plin cu diavolii cu coarne. Chiar tânărul diavol Lucius încearcă în zadar să-i câștige sufletul, dar fără succes. Totul a început în momentul în care două fete, prințesa Dišperanda și servitoarea ei, Káča, scriu o scrisoare diavolului cu propriul lor sânge, cerând în schimbul sufletului lor, miri ca de basm.
Deși ambele cereri diabolice cad în mâinile curajosului Martin Kabát, insidiosul diavol Solfernus pune mâna pe ele prin înșelăciune și Martin nu are de ales decât să meargă în iad. Pentru a salva sufletele inocente ale celor două fete, el se avântă într-o luptă cu tot iadul, iar în cele din urmă, ajutat de îngerul Teofil, câștigă lupta. Salvează pe lacoma prințesă Dišperanda și pe mirele ei, îi pedepsește pe tâlharul Sarka Farka și mândrul pustnic Školastyk, numai că, în cele din urmă, nimeni nu îl va salva pe el din mâinile Káčei.

## Distribuție
- Josef Bek – Martin Kabát
- Eva Klepáčová – Káča, servitoarea prințese
- Alena Vránová – prințesa Dišperanda
- František Smolík – pustnicul Školastykus
- Jaroslav Vojta – tâlharul Sarka Farka
- Bohuš Záhorský – regele
- Stanislav Neumann – Omnimor, diavolul uitat
- František Filipovský – Karborund, diavolul uitat
- Josef Vinklář – diavolul Lucius
- Ladislav Pešek – Lucifer
- Vladimír Ráž – diavolul dr. Solfernus
- Rudolf Deyl, Jr. – Belial
- Antonín Šůra – Teofil
- Josef Mixa – Hubert
- Jiřina Bílá – soția fermierului cu alimentele

## Trivia
Per baza piesei de teatru a lui Jan Drda și a filmului din 1956, compozitorul Ludvík Podéšť a scris opera Jocuri cu diavolul care a avut premiera la 12 octombrie 1963 la Liberec.